# Conters im Prättigau
Conters im Prättigau (en romanche Cunter (Partenz)) es una comuna suiza del cantón de los Grisones, situada en la región de Prettigovia/Davos. Limita al norte con las comunas de Luzein, Küblis y Saas im Prättigau, al este con Klosters-Serneus, al sur con Langwies, y al oeste con Fideris.